# 이승민 (1979년)
이승민(1979년 10월 27일 ~ )은 대한민국의 배우이다. 2009년 영화 《집행자》로 데뷔하였으며, 서울종합예술학교 방송연예과를 졸업하였다.

## 출연작

### 영화
- 《호로비츠를 위하여》(2006년) - 연주 아이 3 역.
- 《사랑할 때 이야기하는 것들》(2006년) - 인숙 아들 역.
- 《보람이에겐 뭔가 특별한 것이 있다》(2006년)
- 《스카우트》(2007년) - 일고 학생 2 역.
- 《집행자》(2009년) - 소재 역.
- 《불타는 내 마음》(2010년) - 재석 역.
- 《마음이 2》(2010년) - 기자 역.
- 《스파이 파파》(2011년) - 경찰 1 역.
- 《대박!》(2011년)
- 《줄탁동시》(2012년) - 종로공익 역.
- 《살인캠프》(2015년) - 재호 역.
- 《더 킹》(2017년) - 차미련 별장 남 3 역.
- 《아워 바디》(2019년) - 면접관 역.